# 谷田部 (つくば市)
谷田部（やたべ）は、茨城県つくば市の大字。旧筑波郡内町村、新町村、台町村。郵便番号は305-0861。「行政区別人口統計表」による2017年5月1日現在の人口は6,945人、2010年10月1日現在の面積は5.608348km2。
江戸時代には陣屋町として栄え、商業の中心地、交通の結節点としてにぎわった。しかし2010年代現在の谷田部は、交通量こそ多いもののシャッターを下ろした店舗が多く、若手の商店主らを中心とした「谷田部タウンネット」が活性化に向けた取り組みを行っている。

## 地理
谷田川（東谷田川）下流の筑波台地（筑波・稲敷台地）から西谷田川中流の低地にかけて広がる地域である。筑波研究学園都市建設前からの旧谷田部町の中心市街地である。谷田部の中心部は商業地域で、住宅地が取り囲んでいるが、農地も残され、平坦な農村地帯を成す。周囲を田に囲まれていたことから、近代には「タニシ町」と呼ばれていた。内町、新町、西町、不動町、二の丸など複数の集落から構成されている。
北は島名・大白硲（おおじらはざま）・小白硲（こじらはざま）、東は上横場・台町・観音台・羽成（はなれ）、南は東丸山・房内（ぼうち）・緑が丘・境松、西は境田・飯田・中野・下萱丸・上萱丸・陣場と接する。谷田部本体の北西に「みずほ団地」の飛地があり、東と南は陣場、西は真瀬、北は島名と接する他、南端の西にも飛地がある。
谷田部の中心街には陣屋町の名残である間口が狭く奥行きが長い地割、遠見遮断の目的で造られたクランクのある道路がみられる。

### 小・中学校の学区
市立小・中学校に通う場合、谷田部の学区は以下の通りとなる。
| 地域                 | 小学校         | 中学校           |
| -------------------- | -------------- | ---------------- |
| 常磐自動車道以南地域 | 谷田部南小学校 | みどりの南中学校 |
| その他               | 谷田部小学校   | 谷田部中学校     |

谷田部小学校・谷田部中学校は谷田部地区にある。

### 地価
住宅地の地価は、2017年（平成29年）1月1日の公示地価によれば、谷田部字ダイ町6286番1外の地点で2万8100円/m2となっている。

## 歴史

### 八部から谷田部へ
谷田部は古くから開けた地域であり、縄文時代の遺跡や古墳が多く発見されている。福田坪では数多くの縄文時代の集落跡の遺跡が見つかっており、縄文土器や石斧・石鏃などの石器、土師器が出土している。平安時代には『和名抄』に記録のある常陸国河内郡7郷の1つ「八部郷」の一部であり、八部郷は仁徳天皇妃の八田若郎女のために設置された名代だったとされる。現在の谷田部は八部郷の中心地であったと言われている。
戦国時代には田中荘の一部として「やたへ」が登場し、『上杉氏文書』によれば永禄年間（1558年 - 1570年）には小田氏の盟友・岡見氏の拠点であった。そのため、小田氏と敵対した佐竹氏や多賀谷氏によって谷田部侵攻がたびたび行われ、谷田部城をめぐる攻防が繰り返された。元亀元年（1563年）、ついに岡見氏の谷田部城は多賀谷政経によって落城、多賀谷氏が慶長6年（1601年）に改易となるまで下妻城主の多賀谷氏配下となった。文禄3年（1594年）、太閤検地が実施されたのをきっかけに、筑波郡へ組み込まれた。

### 谷田部藩の城下町

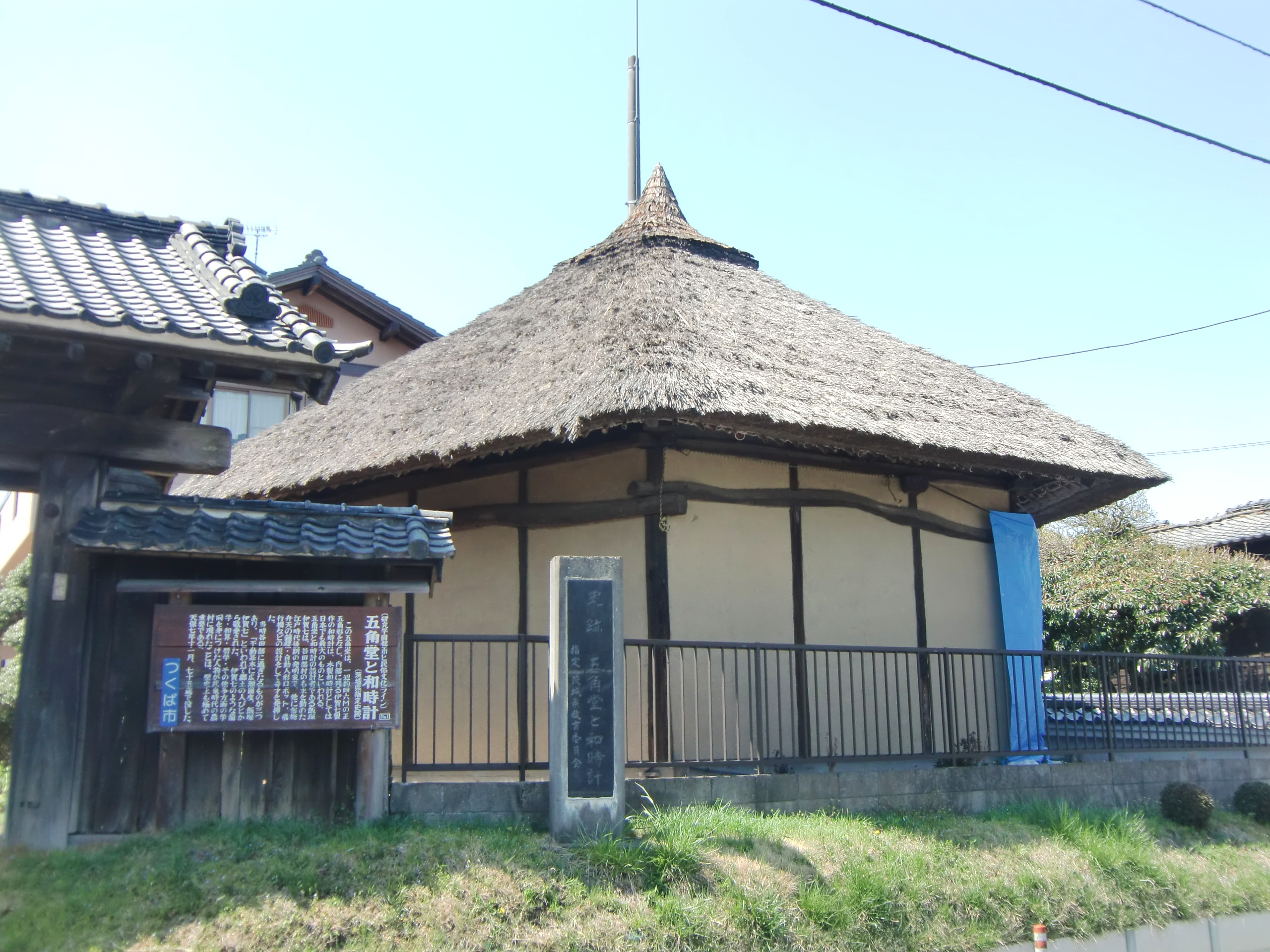
五角堂

江戸時代には常陸国筑波郡に属し、肥後国熊本の細川氏の分家が谷田部藩を立てて、谷田部陣屋を構え、城下町（陣屋町）を成し、繁栄した。城下町は台町村、新町村、内町村の3村に分かれ、内町村が城下の中心であった。台町が北・東方向からの道路の集約点、西町が南・西方向からの道路の集約点として機能し、両者を結ぶ街路沿いに内町があった。谷田部陣屋は中世の谷田部城とは異なる位置、具体的には谷田部城跡の北の集落に続く低地の明超寺のあったところに築かれた。
細川氏は道路整備や不動松並木の植樹、寺院の建立など城下町としての体裁を整えようとしたが、城下町は家臣が75人しかいないため流通・消費の拠点としての発達はなく、藩命で嘉永4年（1851年）から始めた定期市も大して繁盛しなかった。近在の宿場町・真瀬村の賑わいには及ばなかったことから、「真瀬のようなる在所があるに、谷田部城下とは気が強い」、「谷田部も城下か、タニシも魚か」と揶揄（やゆ）された。小さな城下町ではあったが、民間からは蘭学や絵画で才を発揮した谷田部藩医の広瀬周度（ひろせしゅうたく）や、からくり人形などを発明した名主の飯塚伊賀七という偉大な人物が現れ、不動松並木と合わせて「谷田部に過ぎたるもの三つあり」と言われた。飯塚伊賀七の代表作の1つである五角形の建築物「五角堂」が現代に残されている。
陣屋は中世に存在した谷田部城とは異なり、東西を谷田川・西谷田川に挟まれた地に置かれ、寛文11年（1671年）には陣屋拡張のために明超寺を移転させた。寛政6年（1794年）には文館・武館の2つからなる藩校「弘道館」を設けた谷田部陣屋は、幕末には約120坪（約397m2）の大きさであったとされる。藩政は5回もの江戸藩邸の焼失などにより火の車となっており、土地生産性の低い藩領から厳しい年貢を取り立てて農村を荒廃させていた。その後、改革に成功した細川氏本家の熊本藩より奥方を迎え、二宮尊徳より指導を受けるなどして、幕末には財政を好転させた。

### 筑波郡の中心地

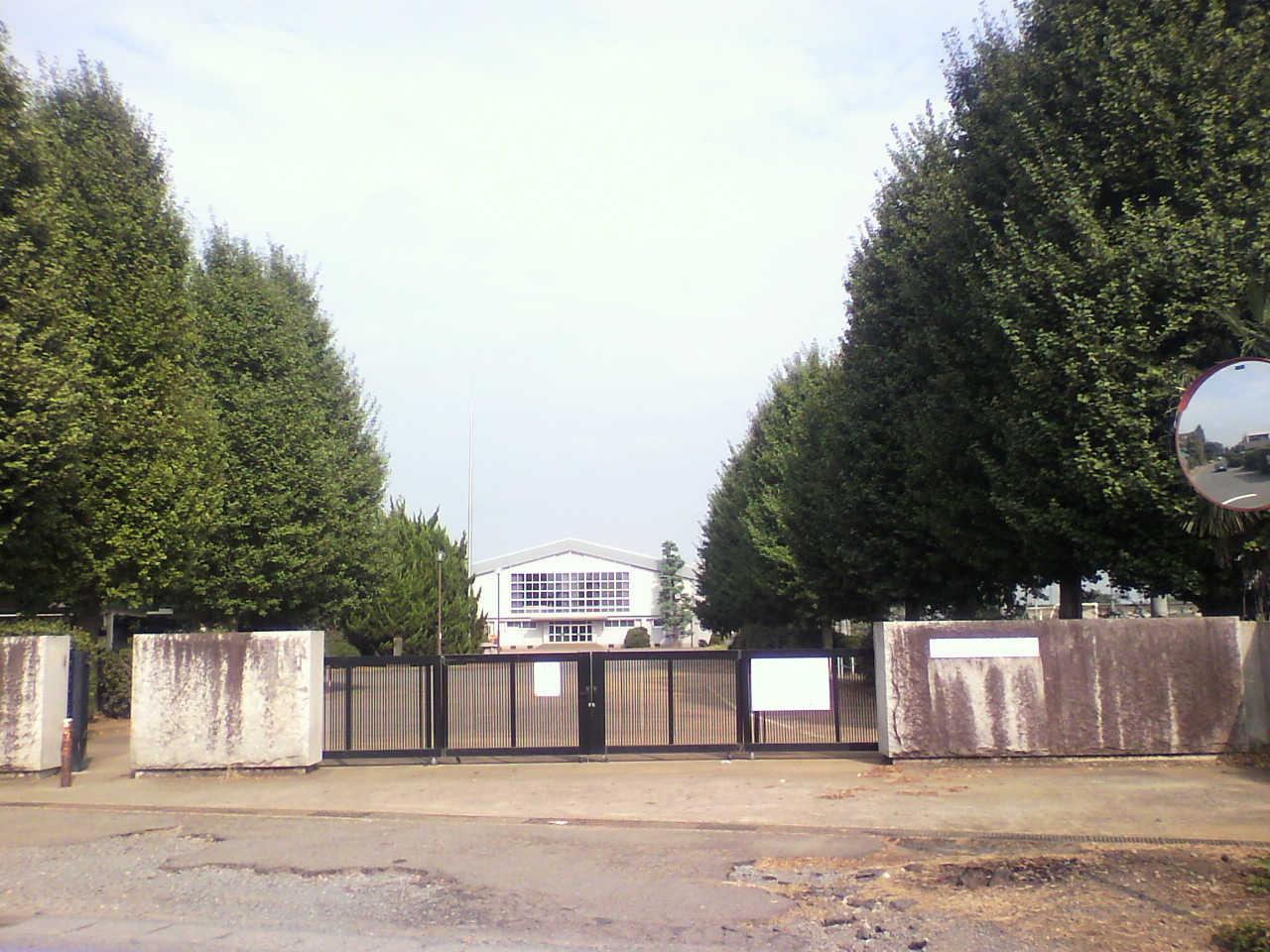
つくば工科高等学校

明治時代になると、内町村・新町村・台町村が合併し、谷田部町となる。陣屋は明治2年（1869年）に谷田部から下野国茂木（現在の栃木県芳賀郡茂木町）に移され、明治4年（1871年）には藩名が茂木藩に改められた。近代化も進み、1874年（明治7年）に谷田部郵便局、1875年（明治8年）に谷田部小学校、1876年（明治9年）に谷田部警察出張所（谷田部警察署→筑波学園警察署→つくば中央警察署→つくば北警察署と統合し、現在はつくば警察署）、1878年（明治11年）に筑波郡役所、1887年（明治20年）に土浦区裁判所谷田部出張所、1896年（明治29年）に谷田部税務署が相次いで開設された。明治の大合併では周辺13村と合併して新しい谷田部町が発足、谷田部は同町の大字となり、町役場が設置されるなど中心地となった。
1890年（明治23年）には新治郡土浦町（現在の土浦市中心部）と水海道町（現在の常総市中心部）を結ぶ「谷田部街道」が開通、1891年（明治24年）には五十銀行が谷田部支店を設置、1923年（大正12年）には現在の茨城県立つくば工科高等学校の前身である谷田部女子農業補習学校が開校するなど、筑波郡の中心としての機能を強めた。常南電気鉄道が土浦と水海道を結ぶ鉄道の建設を計画し、谷田部でも一部線路を建設するための土手が完成していたが、開通には至らなかった。1938年（昭和13年）には集中豪雨による谷田川の氾濫で大きな被害が発生するが、翌1939年（昭和14年）には谷田部町内に谷田部海軍航空隊が開隊したことで、休日には軍人が谷田部に来るようになり、商店街は賑わった。谷田部には舞妓や芸者のいる旅館、映画館、料亭、雑貨店、薬局などがあり、賑いは戦後しばらくまで続いた。このうち、映画館「玉川館」を運営していた和菓子店の玉川堂は2014年現在も大福などの販売を続けている。

### 戦後の変容

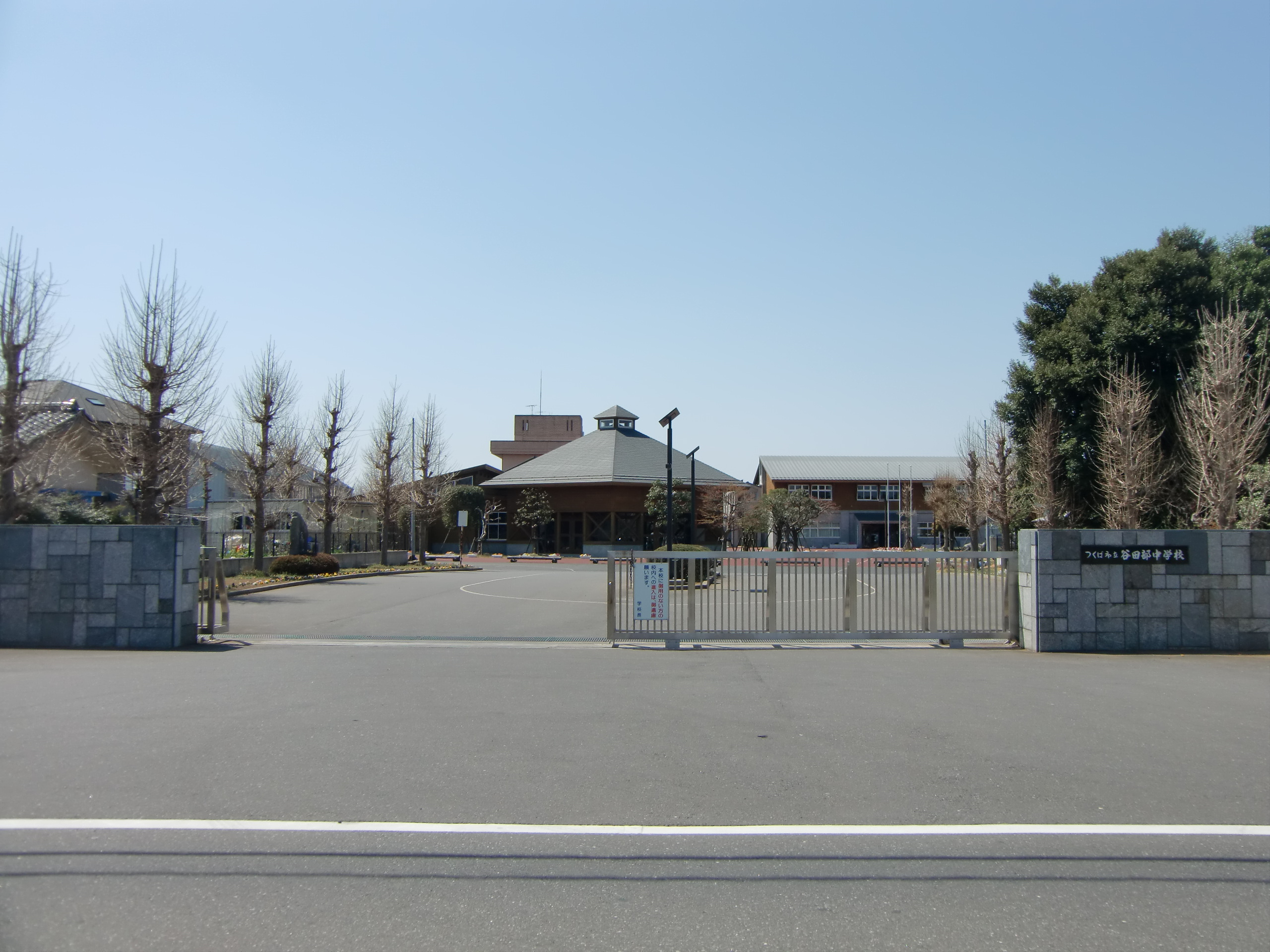
つくば市立谷田部中学校

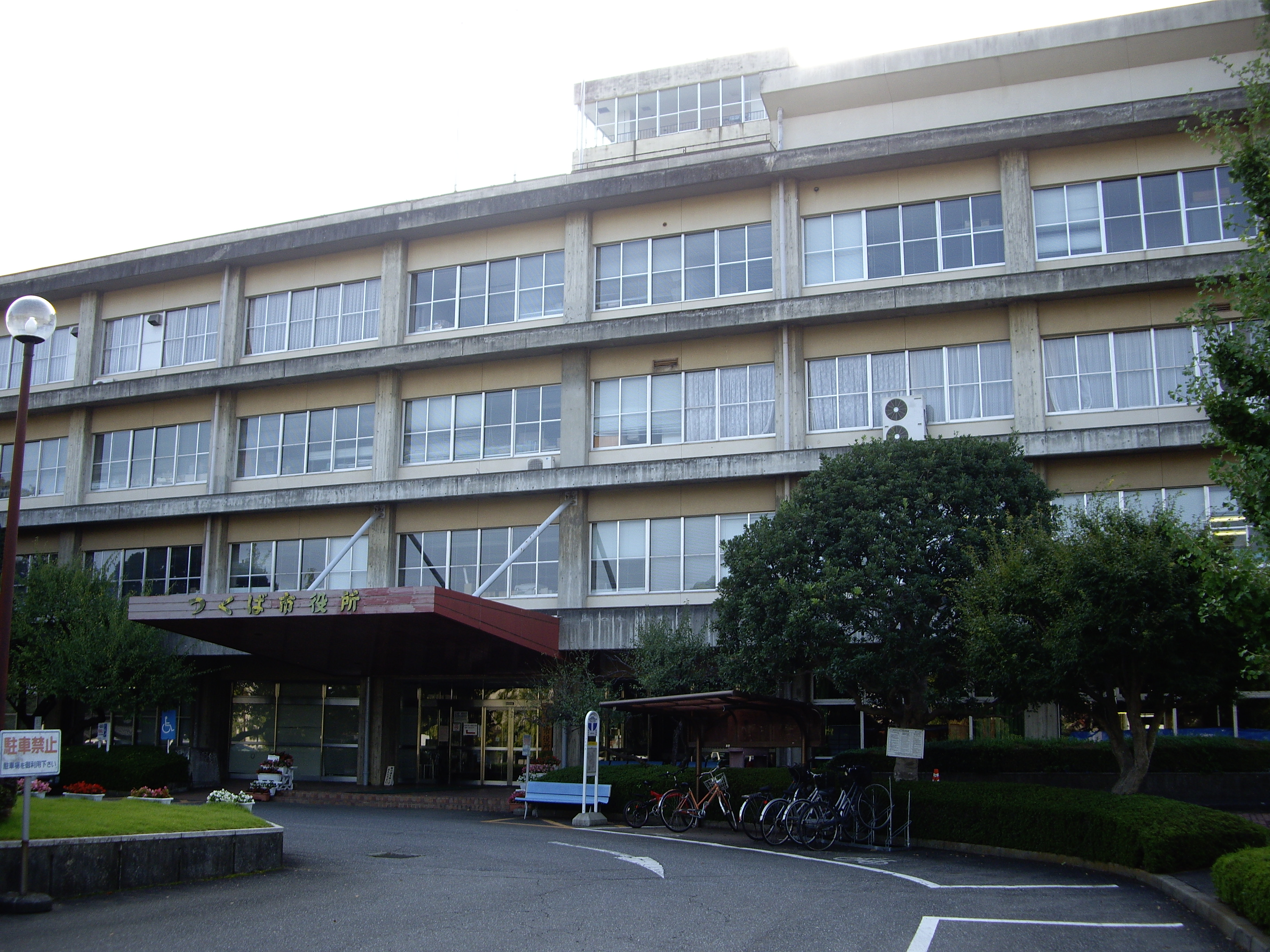
旧つくば市役所谷田部庁舎（取壊済）
東日本大震災によって屋上展望台の柱がむき出しになった。（写真は震災前に撮影）

第二次世界大戦後は新制中学校である谷田部町立谷田部中学校が1951年に開校、1964年に現在地へ移転した。
佐藤栄作政権が進めた筑波研究学園都市の建設によって、1970年以降は商工業が活性化し、道路整備や住宅・団地・工場の建設も進み、1975年に新しい谷田部町役場が完成した。同年の商店数は92軒を数えた。1973年には一部が稲敷郡茎崎村に編入され（現：池の台の一部）、1974年・1977年・1980年には一部が観音台へ、1974年・1977年に高野台へ、1978年に緑が丘へ分割された。
安定成長期の1984年には、郊外に常磐自動車道谷田部インターチェンジが開設され、谷田部陣屋跡を中心とする谷田部地区への道路アクセスも好転した。

### つくば市成立後
1987年のつくば市発足後に、町役場は対外的につくば市役所本庁舎（谷田部庁舎）となったが、市役所の機能は合併前の旧町村役場に振り分けられた。
つくば市成立以後は、つくば市の中心市街地はつくば駅やつくばセンターのある吾妻・竹園へ移り、葛城地区（研究学園など）で副都心の開発も始まり、谷田部の中心地としての機能は低下した。
2010年5月6日にはつくば市役所が研究学園（旧谷田部町）へ移り、つくば市役所谷田部庁舎は廃止され、新たにつくば市役所谷田部窓口センターが設置された。同年8月2日にはつくば市商工会がつくば市の大穂庁舎（つくば市筑穂）へ移転、翌2011年3月31日には同会谷田部支所が他の支所ともに廃止された。
2011年3月11日に発生した東日本大震災では、市民ホールやたべで地盤沈下による被害が出て入居していた谷田部窓口センターが機能しなくなるなど、谷田部でも大きな被害が出た。その後、窓口センターは同年7月1日に谷田部交流センター3階に移転、仮復旧した。市民ホールやたべ及び谷田部総合体育館の被災による使用不能は、市役所や商工会の移転、大型店の台頭によって減少傾向にあった、谷田部の商店街の来客数を更に減少させることとなった。2014年時点の商店数は33軒で、シャッターを下ろした店舗が目立ち、空き地や空き家も多くなっている。これに対してクリスマスイルミネーションの実施（2004年 - ）、商店主らによる「谷田部タウンネット」の設立（2009年）、谷田部伊賀七音楽祭」の開催（2012年・2013年）などの活性化に向けた活動が展開されている。
2012年6月1日、谷田部の一部と隣接する上横場の一部より、台町一丁目から三丁目を新設した。

### 地名の由来
「谷田部」は、低地に開かれた田を意味する「谷津田」（やつだ）に由来する。

### 人口の変遷
総数 [戸数または世帯数：  、人口：  ]
| 1836年（天保7年）  | 戸数不明 1,147人  |
| 1891年（明治24年） | 482戸 2,750人     |
| 1980年（昭和55年） | 1,955世帯 6,936人 |
| 2012年（平成24年） | 2,630世帯 6,786人 |
| 2017年（平成29年） | 2,918世帯 6,945人 |

## 交通

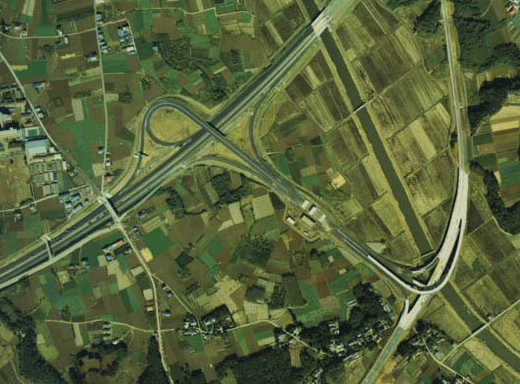
谷田部IC付近の空中写真（1980年度）

### 路線バス
谷田部はバス路線網の結節点であり、土浦・牛久・取手の各市と結ばれている。1970年頃まで谷田部は土浦や水海道（現：常総市）へ向かうバスの乗り換え地点としての役割を担っており、乗り換え客が時間待ちに谷田部の飲食店やパチンコ店などを利用していたという。
谷田部中央バス停
- ■ 関東鉄道バス 谷田部車庫
- ■ 関東鉄道バス 取手駅西口
- ■ 関東鉄道バス みらい平駅
- ■ 関東鉄道バス 土浦駅
- ■ 関東鉄道バス 藤代駅
- ■ 関東鉄道バス みどりの駅
- ■ 関東鉄道バス 牛久駅

谷田部保健センターバス停
- ■関鉄パープルバス 急行わかば号 運転免許センター

谷田部窓口センターバス停
- ■ つくバス谷田部シャトル YaA系統 研究学園駅
- ■ つくバス自由ヶ丘シャトル JA系統 みどりの駅
- ■ つくバス自由ヶ丘シャトル JB系統 富士見台
- ■ つくタク

### 道路
「谷田部四ツ角」交差点は谷田部町の道路元標のある重要交差点である。中心部は陣屋町時代から続くクランクのある道路が東西を貫き、交通量の多さに対して歩道が狭く、歩行者数は少ない。
- 常磐自動車道谷田部インターチェンジ
- 国道354号：谷田部の北方を通る[10]。
- 茨城県道・千葉県道3号つくば野田線：谷田部の西方を通る[10]。
- 茨城県道19号取手つくば線
- 茨城県道・栃木県道45号つくば真岡線
- 茨城県道143号谷田部牛久線：谷田部の東方を通る[10]。
- 茨城県道210号谷田部藤代線
- 布施街道 - 土浦からつくばみらい市小張、取手市戸頭を経て千葉県柏市布施へ至る街道で、谷田部中心街を通る[49]。

## 施設
| - 茨城県県南農林事務所つくば地域農業改良普及センター - つくば市立谷田部小学校 - つくば市立谷田部中学校 - 茨城県立つくば工科高等学校 - 社会福祉法人わかば保育園 - つくば警察署谷田部地区交番 - つくば市谷田部農業協同組合本所 - 筑波谷田部郵便局 - 谷田部多目的広場 | - つくば市谷田部総合体育館 - つくば市谷田部野球場 - つくば市谷田部テニスコート - つくば市立市民ホールやたべ - 谷田部児童館 - つくば市谷田部交流センター - つくば市谷田部保健センター - つくば市役所谷田部窓口センター - つくば市立谷田部郷土資料館 |

### 本社を置く企業
- つくば国際貨物ターミナル株式会社
- 日通つくば運輸株式会社本社
- 谷田部印刷株式会社本社
- つくば書店本社

## 史跡
- 谷田部陣屋
- 五角堂

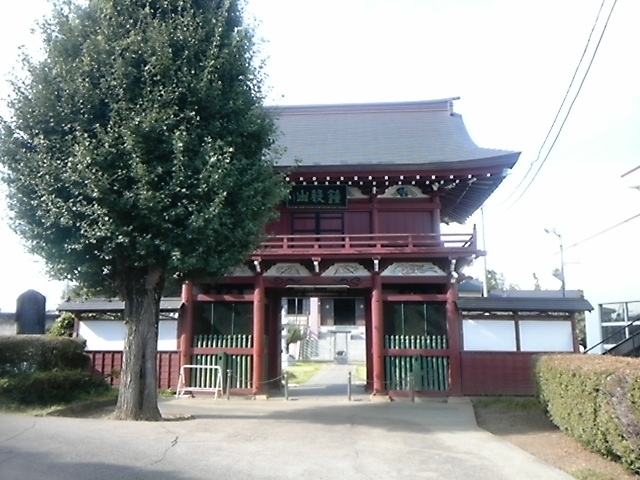
道林寺

- 鐘声山寿光院道林寺 - 西町にある浄土宗の寺院[2]。現今のつくば市房内に元はあったが、細川氏の菩提寺となったため、谷田部へ移転した[50]。藩医の広瀬周伯や発明家の飯塚伊賀七の墓もある[14]。仁王門は、享保12年（1727年）に細川氏の寄進によって完成[14][18]。
- 帰命山無量院長徳寺 - 建治年間（1275年 - 1278年）創建と伝わる時宗寺院[14]。
- 高光山明超寺 - 徳治2年（1307年）創建とされる浄土真宗大谷派の寺院[14]。寛文11年（1671年）に陣屋拡張のため、新町に移された[2]。
- 八坂神社 - 素戔嗚尊を祭神とする江戸時代創建の神社[14]。旧社格は村社で、例祭は5月8日[14]。戦後、谷田部海軍航空隊基地内にあった「航空神社」の焼却を恐れた住民によって一時的に境内に「谷田部神社」が遷座していた[51]。谷田部神社は農林研究団地建設が一段落したところで、つくば市上横場の農場集落に移された[51]。
- 八幡神社 - 応神天皇を祭神とする江戸時代創建の神社[14]。